# Katedra w Sienie (obraz Jana Stanisławskiego)
Katedra w Sienie – obraz olejny Jana Stanisławskiego namalowany w roku 1904. Znajduje się w zbiorach Muzeum Narodowego w Krakowie (nr inw.: MNK II-b-811). Wymiary obrazu to: wysokość: 22,2 cm, szerokość: 17,2 cm. Obraz został podarowany MNK w roku 1920. 

## Opis obrazu
Podróże artystyczne do Włoch stanowiły dla Jana Stanisławskiego nie tylko źródło znakomitych tematów, lecz były także bodźcem do formalnego eksperymentowania, szczególnie uwidaczniającego się w jego szkicownikach. Artystę inspirowała przede wszystkim architektura i współgrające z nią światło – jest to szczególnie widoczne w prezentowanym fragmencie sieneńskiej katedry, oświetlonej mocnym słońcem.

## Udział w wystawach
- Artysta na wakacjach. Gierymski, Stanisławski, Weiss i inni, 2005-01-10 - 2005-02-28; Muzeum Pałac w Wilanowie
- Szczęśliwa godzina: Młoda Polska, 2021-07-02 - 2021-09-05; Muzeum Okręgowe w Toruniu
- Artysta na wakacjach? Gierymski, Stanisławski, Weiss i inni / II edycja, 2005-03-25 - 2005-07-17; Muzeum Chełmskie w Chełmie
- Cyfrowe Dziedzictwo Kulturowe
- Manggha. W hołdzie Feliksowi Jasieńskiemu, 2009-09-10 - 2010-01-10; Muzeum Sztuki i Techniki Japońskiej Manggha[1].